# Skalinek czerwonogardły
Skalinek czerwonogardły (Petroica phoenicea) – gatunek ptaka z rodziny skalinkowatych (Petroicidae). Nie wyróżnia się podgatunków.

## Morfologia
Wygląd
Mały, pulchny ptak. Samiec ciemnoszary z białą plamką nad dziobem i białym pasem na skrzydle, ogon biało obrzeżony, podgardle po dolną część tułowia płomiennoczerwone, niższa część brzucha biała. U samicy górna część korpusu szarobrązowa z jasnoszarą plamką nad dziobem i jasnoszarymi pręgami na skrzydłach: dolna część tułowia szarawa, ciemniejsza na piersi, czasem z zabarwieniem czerwonawopomarańczowym.
Rozmiary
długość ciała 12–14 cm
Masa ciała
11–14,5 g

## Zasięg
Żyje w lasach eukaliptusowych i w zalesionych okolicach u podnóża wzgórz w południowo-wschodniej Australii, Tasmanii i na wyspach w Cieśninie Bassa, zimę spędza na bardziej otwartych terenach nizinnych.

## Rozród
Wrzesień do stycznia. W dziupli, szczelinie w korze, na skałach lub w budynkach buduje z połączonych pajęczyną pasków kory i trawy gniazdo w kształcie pękatej filiżanki. Dekoruje je mchem, porostami lub korą. We wnętrzu mości włosiem, futrem i puchem roślinnym. Składa 3–4 jaja zielonkawobiałe, czerwonobrązowo lub fioletowo nakrapiane, wysiadywane przez 12–14 dni.

## Status
IUCN od 2022 roku uznaje skalinka czerwonogardłego za gatunek najmniejszej troski (LC, Least Concern); wcześniej, od 2004 roku klasyfikowano go jako gatunek bliski zagrożenia (NT, Near Threatened), a od 1988 roku jako gatunek najmniejszej troski (LC, Least Concern). Jest to ptak lokalnie pospolity, liczebność populacji szacuje się na około milion dorosłych osobników. Trend liczebności populacji uznawany jest za spadkowy.

## Pożywienie
Owady.